# Nieuw Vlaams Tijdschrift
Le Nieuw Vlaamsch Tijdschrift (La Nouvelle Revue flamande), après la réforme de l'orthographe Nieuw Vlaams Tijdschrift, est une revue littéraire flamande néerlandophone, considérée comme de tendance socialiste, dont le premier numéro parut en avril 1946 et le dernier en 1983.

## Bref historique duNieuw Vlaams Tijdschrift
La fondation de cette revue littéraire fut préparée pendant les mois d'août, de septembre et d'octobre 1943, lorsqu'à l'initiative d'August Vermeylen, mais sans doute surtout de Raymond Herreman ou de Maurice Roelants, un groupe de littérateurs, ainsi que le futur homme politique chrétien-démocrate Gaston Eyskens, préparèrent la création de Diogenes, prédécesseur du Nieuw Vlaamsch Tijdschrift, mais le premier numéro de la revue dont traite cet article ne parut qu'en avril 1946.
À côté du Vlaamse Gids libéral et du Dietsche Warande en Belfort catholique, le Nieuw Vlaams Tijdschrift jouait, dans les lettres belges, profondément marquées par la pilarisation, le rôle de périodique littéraire de tendance socialiste, bien que cela ne fût pas l'objectif initial.
Le Nieuw Vlaams Tijdschrift mettait l'accent dans sa sélection sur les textes expérimentalistes et avant-gardistes, sans y marquer pourtant trop d'esprit d'école.  La rédaction insérait parfois des essais techniques ou analytiques souvent très spécialisés qui, en dépit de leur fréquente qualité exceptionnelle, n'en risquaient pas moins d'effrayer l'amateur de littérature moyen.  De toutes les revues anthologiques flamandes, c'est sans contredit le Nieuw Vlaams Tijdschrift qui serrait de plus près la littérature vivante qui se nourrissait d'expérimentalisme et de renouvellement.
La revue attirait un assez grand nombre de réputations établies dans la littérature flamande : parmi les rédacteurs, on compte Herman Teirlinck, Hubert Lampo, Raymond Brulez, Johan Daisne, Bert Decorte, Willem Elsschot, Marnix Gijsen, Maurice Gilliams, Raymond Herreman, Karel Jonckheere, Julien Kuypers, Achilles Mussche, Maurice Roelants, Piet van Aken, Albert van Hoogenbemt, Herman Vos et Gerard Walschap.
La revue cessa de paraître en 1983 et fut remplacée par le Nieuw Wereldtijdschrift.